# Франклей-Роад – Капуні
Франклей-Роад – Капуні – газопровід, що забезпечує маневр ресурсом у газотранспортній системі Нової Зеландії.
В 1974 році почалось введення в експлуатацію ТЕС Нью-Плімут, джерелом палива для якої мало бути найбільше в історії Нової Зеландії газове родовище Мауї. Втім, воно стало до ладу лише в 1979-му, а перші кілька років блакитне паливо для електростанції постачали через споруджений в 1974-му трубопровід від газопереробного завод Капуні. Того ж року ввели в дію відгалуження від нього до ТЕС Стратфорт.
З повномасштабним запуском Мауї зазначений трубопровід реверсували та організували рух ресурсу від Франклей-Роад (на трасі газопроводу Мауї поряд з Нью-Плімут) до Капуні, де блакитне паливо могло передаватись до газопроводів Капуні – Папакура, Капуні – Тава, а також на завод азотних добрив Капуні. 
Є відомості, що після 2005-го трубопровід став бідирекціональним та може використовуватись для транспортування ресурсу до газопроводу Мауї.
Довжина ділянки Франклей-Роад – Капуні становить 46,5 кілометрів. Вона виконана в діаметрі 500 мм, так само як і відгалуження до ТЕС Стратфорд довжиною 8,5 кілометра. Робочий тиск системи становить 6,6 МПа.